# Renfe série 269.95
Les 269-950 constituent une sous-série de locomotives électriques de la Renfe issues de quelques modifications mineures effectuées sur des 269.2 appartenant à l'UN Mercancias.

## Conception
La série 269-950 voit le jour en 2004. Comme ce fut le cas pour les 269.7 et 269.8, les modifications portent essentiellement sur l'accouplement des essieux, jusqu'alors prévus pour la vitesse de 160 km/h, et la pose d'un monoréducteur avec modification des transmissions pour une vitesse maximale de 105 km/h. Les machines sont également dotées d'un dispositif de surveillance de la vitesse, qui coupe automatiquement la traction si celle-ci dépasse les 100 km/h.
Les trois premières machines sont modifiées par les ateliers Renfe de Lugo de Llanera et de Séville-Santa Justa sur un projet de l'UN de Transportes Combinados. Curieusement, elles sont renumérotées dans la série 299-001 à 003. La nouvelle UN de Mercancias poursuit cette politique de transformations, mais dans le cadre d'une nouvelle sous-série 269-950.
Détail des transformations :
- La 269-257 devient 299-001 puis est renumérotée 269-951 en 2004
- La 269-222 devient 299-002 puis est renumérotée 269-952 en 2004
- La 269-271 devient 299-003 puis est renumérotée 269-953 en 2004
- La 269-295 devient 269-954 en 2004
- La 269-325 devient 269-955 en 2004
- La 269-291 devient 269-956 en 2004

## Service
Des trois premières unités transformées, au moins d'eux circulent avec l'éphémère numérotation 299, l'une pour des essais et l'autre en tête d'un train régulier de marchandises. Elles sont réparties entre les dépôts de Leon (269-952), Valence-Fuente San Luis (269-951, 954 et 956), et Séville-Santa Justa.